# Liste der Naturdenkmale in Bad Säckingen
| Naturdenkmale | Anzahl |
| ------------- | ------ |
| FND           | 3      |
| END           | 21     |
| Gesamt        | 24     |

Die Liste der Naturdenkmale in Bad Säckingen nennt die verordneten Naturdenkmale (ND) der im baden-württembergischen Landkreis Waldshut liegenden Stadt Bad Säckingen. In Bad Säckingen gibt es insgesamt 24 als Naturdenkmal geschützte Objekte, davon 3 flächenhafte Naturdenkmale (FND) und 21 Einzelgebilde-Naturdenkmale (END).
Stand: 31. Oktober 2016.

## Flächenhafte Naturdenkmale (FND)
| Name                     | Bild | Kennung     | Einzelheiten  | Position | Fläche Hektar | Datum         |
| ------------------------ | ---- | ----------- | ------------- | -------- | ------------- | ------------- |
| Fridolinsinsel           |      | 83370960022 | Bad Säckingen | ⊙        | 0,3           | 19. Aug. 1987 |
| Galgenbuck               |      | 83370960016 | Bad Säckingen | ⊙        | 0,7           | 6. Dez. 2001  |
| Hainbuchen               |      | 83370960023 | Bad Säckingen | ⊙        | 0,1           | 6. Dez. 2001  |
| Legende für Naturdenkmal |      |             |               |          |               |               |

## Einzelgebilde (END)
| Name                                                            | Bild | Kennung     | Einzelheiten  | Position | Fläche Hektar | Datum         |
| --------------------------------------------------------------- | ---- | ----------- | ------------- | -------- | ------------- | ------------- |
| Eichen, Wolfseichen                                             |      | 83370960014 | Bad Säckingen | ???      | 0,0           | 17. Nov. 1986 |
| Nußbaum bei der Kapelle Bergseestr., gefällt Juni 2018          |      | 83370960015 | Bad Säckingen | ???      | 0,0           | 17. Nov. 1986 |
| 1 Eiche beim Tennisplatz                                        |      | 83370960010 | Bad Säckingen | ???      | 0,0           | 17. Nov. 1986 |
| 1 Esskastanie, Bad Säckingen                                    |      | 83370960022 | Bad Säckingen | ???      | 0,0           | 6. Dez. 2001  |
| 1 Linde am Feldkreuz                                            |      | 83370960019 | Bad Säckingen | ???      | 0,0           | 17. Nov. 1986 |
| 1 Linde an der Basler Straße                                    |      | 83370960011 | Bad Säckingen | ???      | 0,0           | 17. Nov. 1986 |
| 1 Linde an der Südseite des Münsters                            |      | 83370960012 | Bad Säckingen | ???      | 0,0           | 17. Nov. 1986 |
| 1 Linde bei der Stadtmauer am Rhein                             |      | 83370960003 | Bad Säckingen | ???      | 0,0           | 17. Nov. 1986 |
| 1 Linde beim neuen Friedhof in Harpolingen, August 2017 gefällt |      | 83370960021 | Bad Säckingen | ???      | 0,0           | 17. Nov. 1986 |
| 1 Linde „Im alten Hof“                                          |      | 83370960005 | Bad Säckingen | ???      | 0,0           | 17. Nov. 1986 |
| 1 Linde Steinbrückstraße/Schützengarten                         |      | 83370960006 | Bad Säckingen | ???      | 0,0           | 17. Nov. 1986 |
| 1 Rosskastanie an der Rheinstraße, März 2018 gefällt            |      | 83370960017 | Bad Säckingen | ???      | 0,0           | 17. Nov. 1986 |
| 1 Schwarzerle, Bad Säckingen-Rippolingen                        |      | 83370960024 | Bad Säckingen | ???      | 0,0           | 6. Dez. 2001  |
| 1 Schwarzkiefer, 1 Akazie                                       |      | 83370960004 | Bad Säckingen | ???      | 0,0           | 17. Nov. 1986 |
| 1 Schweizer Wasserbirne, Bad Säckingen                          |      | 83370960023 | Bad Säckingen | ???      | 0,0           | 6. Dez. 2001  |
| 1 Stieleiche, Bad Säckingen-Wallbach                            |      | 83370960026 | Bad Säckingen | ???      | 0,0           | 6. Dez. 2001  |
| 2 Linden am Auplatz                                             |      | 83370960007 | Bad Säckingen | ???      | 0,0           | 17. Nov. 1986 |
| 2 Linden, Bad Säckingen                                         |      | 83370960027 | Bad Säckingen | ???      | 0,0           | 6. Dez. 2001  |
| 2 Linden, Bad Säckingen-Rippolingen                             |      | 83370960025 | Bad Säckingen | ???      | 0,0           | 6. Dez. 2001  |
| 2 Linden beim Feldkreuz                                         |      | 83370960018 | Bad Säckingen | ???      | 0,0           | 17. Nov. 1986 |
| 3 Linden in der Nähe des Kriegerdenkmals                        |      | 83370960020 | Bad Säckingen | ???      | 0,0           | 17. Nov. 1986 |
| Legende für Naturdenkmal                                        |      |             |               |          |               |               |